# Orectis proboscidata
Orectis proboscidata là một loài bướm đêm trong họ Noctuidae.